# リオシグアト
リオシグアト（英語: Riociguat）は可溶性グアニル酸シクラーゼ（sGC）刺激薬の一つである。肺高血圧（PH）の2タイプ（慢性血栓塞栓性肺高血圧症（CTEPH）と肺動脈性肺高血圧症（PAH））に対する治験が実施された。リオシグアトは実用化された最初のsGC刺激薬である。商品名アデムパス。開発コードBAY 63-2521。

## 適応
- 外科的治療不適応または外科的治療後に残存・再発した慢性血栓塞栓性肺高血圧症
- 肺動脈性肺高血圧症

バイエル薬品が2014年4月、可溶性グアニル酸シクラーゼ（sGC）刺激剤という新しいクラスの経口肺高血圧症治療薬として発売・販売し、2017年1月からはバイエル社が製造販売元のままMSDが単独販売している。 

## 禁忌
リオシグアトは胎児に有毒であるので、妊婦への投与は禁忌である。また重度の肝機能障害（Child-Pugh分類C）のある患者、重度の腎機能障害（クレアチニンクリアランス15mL/min未満）のある患者、透析中の患者、硝酸剤や一酸化窒素（NO）供与剤（ニトログリセリン、亜硝酸アミル、硝酸イソソルビド、ニコランジルなど）、ホスホジエステラーゼ（PDE）5阻害剤、アゾール系抗真菌剤（イトラコナゾール、ボリコナゾール）、HIVプロテアーゼ阻害剤（リトナビル、ロピナビル・リトナビル、インジナビル、アタザナビル、サキナビル）を投与中の患者にはそれぞれ禁忌とされている。

## 副作用
臨床試験で観察された重篤な副作用は、出血、低血圧、頭痛、消化管障害である。
添付文書に記載されている重大な副作用は、喀血と肺出血である。

## 相互作用
硝酸薬およびホスホジエステラーゼ阻害薬は、リオシグアトの血圧低下作用を増強するため、併用は禁忌とされている。リオシグアトの血中濃度は喫煙や強力なCYP3A4阻害薬で低下し、強力なシトクロム酵素誘導薬で上昇する。

## 作用機序
健常人の場合、一酸化窒素（NO）は血管平滑筋細胞でシグナル物質として作用し、血管拡張をもたらす。NOは可溶性グアニル酸シクラーゼに結合し、次のシグナル物質である環状GMP（cGMP）の合成を促進する。sGCは大きなαサブユニットとヘムを含む小さなβサブユニットからなるヘテロ二量体である。合成されたcGMPはcGMP依存性蛋白質キナーゼ（プロテインキナーゼG）を活性化し、細胞質内のカルシウム濃度を調整する。これによりアクチン-ミオシン系の収縮性が変化し、血管が拡張する。PAHの患者の場合、血管内皮細胞のNO合成酵素が減少しており、内皮細胞の血管拡張性が低下している。NOは肺平滑筋細胞の増殖を抑制し、血小板凝集に拮抗するので、PAH発症の鍵になっている。NOおよびヘム非依存性のsGC活性化薬であるシナシグアトなどとは対照的に、リオシグアトはNO非依存的にsGC活性を刺激し、同時に抗凝固活性、抗増殖活性、血管拡張活性においてはNOと相乗的に作用する。

## 薬物動態
リオシグアトは0.1 - 100mmol/Lの濃度で濃度依存的にsGCを刺激し、活性を最大73倍にする。加えて、ジエチルアミン/NO（NOの供給剤）と相乗的に作用して in vitro で活性を最大112倍に高める。第I相臨床試験では、リオシグアトは速やかに体内に吸収され、0.5 - 1.5時間で最大血中濃度に達した。血中半減期は5 - 10時間であった。血中濃度は患者により大きく異なり、臨床使用に際しては患者ごとに用量を調整する必要があると思われた。

## 開発の経緯

### 発見
最初の一酸化窒素非依存性・ヘム依存性sGC刺激薬は、1978年に報告されたベンジルインダゾール誘導体のYC-1であった。20年後、YC-1がsGC活性を増加させ、NOとの相乗効果を示すことが明らかになった。しかし、YC-1の血管拡張作用は比較的弱く、また副作用を有していた。そのため血管拡張作用が強く選択性の高いインダゾール誘導体の探索が始まり、BAY 41-2272およびBAY 41-8543が発見された。両者は実験動物モデルで全身の動脈血の酸素飽和度を向上させた。薬理学的特性や薬物動態パラメータの改善を目的として約1,000の類縁化合物が調査され、リオシグアトの発見に結びついた。リオシグアトはマウスおよびラットの病態モデルで肺高血圧症に対する有効性を示し、肺高血圧症による右室肥大および血管リモデリングを改善した。
いくつかの臨床試験が実施され、リオシグアトの多様な作用について検討された。その内の一部は2015年3月現在も継続中である。

### 第I相臨床試験
最初の臨床試験の一つは、安全性プロファイル、薬物動態パラメータ、薬力学的特性を明らかにするために実施された。58名の健常男性に対してリオシグアト0.25 - 5mgまたは偽薬がランダムに単回経口投与（溶液または速崩錠）された。リオシグアトの用量は段階的に増量され、2.5mgまでは良好な忍容性を示した。

### 第II相臨床試験
4名のPAH患者による概念実証試験がユストゥス・リービッヒ大学ギーセン肺センターで実施され、安全性、忍容性、薬物動態パラメータ、有効性について報告された。リオシグアトは良好な忍容性を示し、有効性と作用の持続時間の面でNOを上回った。
非盲検第II相臨床試験が75名の成人患者（CTEPH42名、PAH33名。いずれもWHOクラスIIまたはIII）で実施され、安全性、忍容性、血行動態への作用、患者の運動能力に対する作用などが評価された。リオシグアトは12週間にわたり1日3回投与され、用量は1.0mg×3回/日から始めて2週間ごとに増量（最大2.5mg×3回/日）された。安全性プロファイルは良好であり、運動能力ならびに肺血管抵抗や心駆出、肺動脈圧などの血行動態が有意に改善した。
加えて、間質性肺炎による肺高血圧（PH-ILD）に対する第II相臨床試験が実施された。試験結果は2013年に報告された。

### 第III相臨床試験
リオシグアトの多施設共同第III相臨床試験は、無作為化偽薬対照盲検化臨床試験（CHEST-1およびPATENT-1）ならびにその非盲検長期投与試験（CHEST-2およびPATENT-2）である。試験はNIHにより登録管理され、その詳細はClinicalTrials.govで報告された。

#### CHEST試験
CHEST試験（Chronic Thromboembolic Pulmonary Hypertension sGC-Stimulator Trial）は、CTEPH患者を対象とした偽薬対照無作為化比較試験であり、リオシグアトの有効性および安全性を検証する試験である。投与開始後16週が過ぎた時点で、リオシグアトの有効性が6-MWD（6分間歩行距離）で評価された。CHEST-1試験を完遂した患者は長期投与試験CHEST-2に登録された。CHEST-1試験には261名の患者が登録された。投与開始16週後の6-MWDの差は46m（グラフからは偽群：約-5m、リ群：約39m）であり、有意差があった（P<0.001）他、肺血管抵抗（偽群：23dyn·秒·cm-5増加、リ群：246dyn·秒·cm-5減少）、ヒト脳性ナトリウム利尿ペプチド前駆体N端フラグメント（NT-proBNP）濃度、WHO肺高血圧症機能分類も有意に改善した。
CHEST-2試験には237名の患者が登録された。中間解析では投与期間1年間での安全性はCHEST-1と同等であり、新たな重要な副作用はない。CHEST-1試験で見られた有効性は、1年間の投与継続後も変わらず、6-MWDは+51±62mであった。WHO分類も47%の患者で改善し、50%の患者で安定化（非悪化）した。

#### PATENT試験
PATENT試験（Pulmonary Arterial Hypertension sGC-Stimulator Trial）は、PAH患者を対象とした無作為化偽薬対照試験である。12週間の治療後、患者の運動能力が6-MWDの変化量で評価された。PATENT-1試験を完遂した患者は長期投与試験PATENT-2に登録された。443名の症候性PAH患者がPATENT-1試験に登録され、リオシグアトまたは偽薬を投与された。リオシグアトの投与量は患者毎に最適化された（最大2.5mg×3回/日）。投与12週後の6-MWD変化量（調整後）はリ群：平均+30m、偽群：平均-6mで、有意差があった（P<0.001）。肺血管抵抗およびNT-proBNPも有意に改善した。
PATENT-2試験には396名の患者が登録された。投与期間は1年間である。中間解析では安全性プロファイルはPATENT-1試験と同等で、喀血および肺出血が見られた。投与開始1年後の6-MWD変化量は51±74mであり、WHO分類も33%の患者で改善し、61%の患者で安定化した。

### その他の臨床試験

#### 骨代謝に関する試験
リオシグアト2.5mg速崩錠を1日3回×14日間投与する第I相偽薬対照無作為化臨床試験が実施され、骨代謝に対する有効性が模索された。2009年12月にデータ収集が完了するとされていたが、2015年3月現在、結果は公表されていない。

#### シルデナフィルとの相互作用試験
シルデナフィル（20mg×3回/日）服用中のPAH患者に0.5mgまたは1mgのリオシグアトを投与した際の肺および全身の血液動態を観察する非無作為化試験が実施されたが、結果は論文化・学会発表されていない。

## 外部サイト
アデムパス 製品情報サイト